# Ťiang-si
Ťiang-si (čínsky pchin-jinem Jiāngxī, znaky 江西) je vnitrozemská provincie Čínské lidové republiky. Nachází se na jihovýchodě země, podél pravého břehu středního a dolního toku Jang-c’-ťiang. Hlavním a zároveň největším městem provincie je Nan-čchang. V roce 2020 v Ťiang-si žilo více než 45 milionů obyvatel a je tak 12. nejlidnatější provincií v Číně. Na východě hraničí s provinciemi Če-ťiang a Fu-ťien, na jihu s Kuang-tungem, na západě s Chu-nanem a na severu s provinciemi An-chuej a Chu-pej. Celková rozloha provincie Ťiang-si je 166 900 km² a jedná se tak o 18. největší čínskou administrativní jednotku na provinční úrovni.
Provincii vévodí její největší řeka, Kan-ťiang, která teče z hornatého jihu na sever, až do jezera Pcho-jang, největšího sladkovodního jezera v Číně. Ze jména řeky je odvozena také zkratka provincie, Kan (赣). Ze tří stran – z východu, z jihu a ze západu – je Ťiang-si obklopena horami. Nejvyšší horou provincie je Chuang-gang-šan v pohoří Wu-i, dosahující nadmořské výšky 2 157 m. V Ťiang-si se také nachází hora Lu, jedna z nejproslulejších hor v Číně, San-čching-šan, taoistická svatá hora, a Lung-chu-šan, jedna ze čtyř posvátných hor taoismu.

## Historie
Oblast byla baštou čínských komunistů, v letech 1931–1937 zde existovala Čínská sovětská republika s hlavním městem Žuej-ťin. Na hoře Ťing-kang-šan se nachází velký památník založení Čínské Rudé armády.

## Geografie
Ťiang-si leží v povodí řeky Kan-ťiang, podle níž se také místní dialekt nazývá kanština. Na území provincie leží největší čínské sladkovodní jezero Pcho-jang-chu. Západní hranici tvoří pohoří Luo-siao, a jižní pohoří Wu-i, kde se také nachází nejvyšší hora provincie Chuang-kang (2158 m n. m.). Část severní hranice tvoří řeka Jang-c’-ťiang. Podnebí je vlhké a subtropické.

## Administrativní členění
| Mapa provincie                                                                                         | #            | Název (čínsky) | Název (čínsky) | Název (čínsky) | Sídelní městský obvod | Počet obyvatel (2010) |
| Mapa provincie                                                                                         | #            | český přepis   | znaky          | pchin-jin      | Sídelní městský obvod | Počet obyvatel (2010) |
| --- | ------------ | -------------- | -------------- | -------------- | --------------------- | --------------------- |
| Nan-čchang Ťing-te-čen Pching-siang Ťiou-ťiang Sin-jü Jing-tchan Kan-čou Ťi-an I-čchun Fu-čou Šang-žao |              |                |                |                |                       |                       |
| Městská prefektura                                                                                     |              |                |                |                |                       |                       |
| 1 | Nan-čchang   | 南昌市         | Nánchāng Shì   | Tung-chu       | 5 042 565             |                       |
| 2 | Fu-čou       | 抚州市         | Fǔzhōu Shì     | Lin-čchuan     | 3 912 312             |                       |
| 3 | Kan-čou      | 赣州市         | Gànzhōu Shì    | Čang-kung      | 8 368 440             |                       |
| 4 | Ťi-an        | 吉安市         | Jí'ān Shì      | Ťi-čou         | 4 810 340             |                       |
| 5 | Ťing-te-čen  | 景德镇市       | Jǐngdézhèn Shì | Ču-šan         | 1 587 477             |                       |
| 6 | Ťiou-ťiang   | 九江市         | Jiǔjiāng Shì   | Sün-jang       | 4 728 763             |                       |
| 7 | Pching-siang | 萍乡市         | Píngxiāng Shì  | An-jüan        | 1 854 510             |                       |
| 8 | Šang-žao     | 上饶市         | Shàngráo Shì   | Sin-čou        | 6 579 714             |                       |
| 9 | Sin-jü       | 新余市         | Xīnyú Shì      | Jü-šuej        | 1 138 873             |                       |
| 10 | I-čchun      | 宜春市         | Yíchūn Shì     | Jüan-čou       | 5 419 575             |                       |
| 11 | Jing-tchan   | 鹰潭市         | Yīngtán Shì    | Jüe-chu        | 1 124 906             |                       |

## Ekonomika
Pěstuje se rýže setá, brukev řepka, bavlník, čajovník, tabák, meloun cukrový a kumquaty, významná je i těžba dřeva a rybolov. Centrem průmyslu a vzdělanosti je hlavní město Nan-čchang, Ťing-te-čen je proslulý tradiční výrobou porcelánu. Ťiang-si má značné nerostné bohatství, těží se měď, olovo, wolfram a uran, město Pching-siang bylo klíčovým producentem černého uhlí, většina dolů se však nachází v útlumovém programu. Provincie je také významnou dopravní křižovatkou, prochází tudy železnice z Pekingu do Kowloonu. Rozvíjí se turistický ruch: pohoří Lu-šan bylo zapsáno na seznam Světového dědictví jako geopark i díky množství starobylých buddhistických a taoistických klášterů.

## Zajímavosti
Podle provincie byl pojmenován paleocenní savec Jiangxia chaotoensis.